# 33393 Khandelwal
33393 Khandelwal è un asteroide della fascia principale. Scoperto nel 1999, presenta un'orbita caratterizzata da un semiasse maggiore pari a 2,2485255 UA e da un'eccentricità di 0,1596839, inclinata di 2,25172° rispetto all'eclittica.